# David Oliver
David Oliver (Orlando, 24 de abril de 1982) é um atleta barreirista norte-americano. Tem como melhor marca o tempo de 12s89, o que o coloca como o quarto mais rápido de todo os tempos nos 110 m c/ barreiras.
Representou seu país nos Jogos Olímpicos de Verão de 2008, realizados em Pequim, na República Popular da China, competindo nos 110 metros com barreiras em que conseguiu a medalha de bronze. Em Moscou 2013, tornou-se campeão mundial da prova conquistando a medalha de ouro em 13s00, melhor marca do ano.